# ウォーン・マーシュ
ウォーン・マーシュ（Warne Marsh、1927年10月26日 - 1987年12月18日）は、アメリカのテナー・サクソフォーン奏者。ロサンゼルス生まれの彼の演奏は、1950年代にピアニストであるレニー・トリスターノ子飼いのサックス奏者として初めて注目され、1970年代にはスーパーサックスのメンバーとして注目を集めた。

## 略歴
父はハリウッドの撮影監督オリヴァー・T・マーシュ（1892年-1941年）、母のエリザベスはヴァイオリニストという裕福な芸術家階級の出身だった。女優のメエ・マーシュとマーゲリット・マーシュ、そして映画編集者のフランシス・マーシュの甥にあたる。
レニー・トリスターノに師事。クール派の他のミュージシャンと一緒に録音されることもしばしばあり、長いラインのもつ純粋さを信じる力、リックと感情の連鎖に対する回避、同じジャズ・スタンダードの小さなボディを延々と掘り起こすことへの集中など、トリスターノの即興演奏における哲学に最も忠実なミュージシャンの一人であった。マーシュは概して冷静な演奏家であったが、評論家のスコット・ヤナウは、マーシュがある文脈で「こちらの期待以上に燃え上がる炎」とともに演奏したと述べている。
マーシュのリズミカルで繊細なラインは、すぐにそれとわかる。アンソニー・ブラクストンからは「最も偉大なバーティカル・インプロヴァイザー」（メロディよりもハーモニー/コードを重視した即興演奏）と呼ばれている。1970年代には、チャーリー・パーカーのソロをオーケストラでアレンジして演奏する大編成のアンサンブル、スーパーサックスのメンバーとして、再び注目を浴びるようになった。また、マーシュはこの時期にスーパーサックスのリズム・セクションと共に彼の最も有名なアルバムの一つである『All Music』を録音している。
1987年、ロサンゼルスのクラブ「ドンテズ」のステージで、「Out of Nowhere」の演奏中に心臓発作で死去。未亡人のジェラルディン・マーシュと2人の息子、K・C・マーシュとジェイソン・マーシュが残された。カリフォルニア州グレンデールのフォレスト・ローン・メモリアル・パークに埋葬されている。
マーク・ターナーなどの若手演奏家は、ジョン・コルトレーンの影響力に対抗するために彼の音楽を参考にしている。マーシュのディスコグラフィは、その多くが小規模なレーベルからリリースされたため、やや散漫で捉えどころがないが、近年はCD化されることが多くなっている。
長男のK・C・マーシュが監督を務めるウォーン・マーシュのドキュメンタリー『Warne Marsh: An Improvised Life』が制作されている。

## ディスコグラフィ

### リーダー・アルバム
- 『リー・コニッツ・ウィズ・ウォーン・マーシュ』 - Lee Konitz with Warne Marsh (1955年、Atlantic) ※with リー・コニッツ
- 『ジャズ・オブ・トゥー・シティーズ』 - Jazz of Two Cities (1956年、Imperial) ※also released as The Winds of Marsh
- 『ザ・ライト・コンビネーション』 - The Right Combination (1957年、Riverside) ※with ジョー・オーバニー
- 『ウォーン・マーシュ・カルテット』 - Music for Prancing (1957年、Mode)
- 『ウォーン・マーシュ』 - Warne Marsh (1958年、Atlantic)
- Release Record Send Tape (1969年、Wave) ※1959年-1960年録音
- Jazz from the East Village (1969年、Wave) ※1960年録音
- 『ヌ・プリュー・ウルトラ』 - Ne Plus Ultra (1969年、Revelation)
- Report of the 1st Annual Symposium on Relaxed Improvisation (1972年、Revelation) ※with クレア・フィッシャー、ゲイリー・フォスター
- The Art of Improvising (1974年、Revelation) ※1959年録音
- All Music (1976年、Nessa)
- 『コニッツ・ミーツ・マーシュ・アゲイン』 - Lee Konitz Meets Warne Marsh Again (1976年、Pausa) ※with リー・コニッツ
- 『テナー・グラッドネス』 - Tenor Gladness (1976年、Discomate) ※with ルー・タバキン
- 『ジャズ・エクスチェンジ Vol.1』 - Warne Marsh Quintet: Jazz Exchange Vol. 1 (1976年、Storyville) ※1975年録音 with リー・コニッツ
- The Art of Improvising Volume 2 (1977年、Revelation) ※1959年録音
- 『ジャズ・エクスチェンジ Vol.2』 - Live at the Montmartre Club: Jazz Exchange Vol. 2 (1977年、Storyville) ※1975年録音 with リー・コニッツ
- 『ウォーン・アウト』 - Warne Out (1977年、Interplay)
- 『アポジー』 - Apogee (1978年、Warner Bros.) ※with ピート・クリストリーブ
- 『ライヴ・イン・ハリウッド』 - Live in Hollywood (1979年、Xanadu) ※1952年録音
- 『ハウ・ハイ、ハウ・ディープ』 - How Deep, How High (1980年、Interplay) ※1976年/1979年録音 with サル・モスカ
- 『アイ・リメンバー・ユー』 - I Remember You (1980年、Spotlite) ※with カーリン・クローグ、レッド・ミッチェル
- Star Highs (1982年、Criss Cross Jazz)
- Warne Marsh Meets Gary Foster (1982年、East Wind) ※with ゲイリー・フォスター
- A Ballad Album (1983年、Criss Cross Jazz) ※with ルー・レヴィ
- Warne Marsh Lee Konitz: Jazz Exchange Vol. 3 (1985年、Storyville) ※1975年録音 with リー・コニッツ
- Back Home (1986年、Criss Cross)
- 『アート・ペッパー・ウィズ・ウォーン・マーシュ』 - Art Pepper with Warne Marsh (1986年、Contemporary) ※1956年録音 with アート・ペッパー
- 『ポストヒューマス』 - Posthumous (1987年、Interplay) ※1985年録音。曲追加で『Newly Warne』 (1989年、Storyville)として再発
- Warne Marsh & Susan Chen (1987年、Interplay) ※1985年録音 with スーザン・チェン
- 『ツゥ・デイズ・イン・ザ・ライフ・オブ…』 - Two Days in the Life of... (1987年、Interplay)
- Red Mitchell/Warne Marsh Big Two (1987年、Storyville)
- Live at the Montmartre Club: Jazz Exchange, Vol. 3 (1987年、Storyville)
- For the Time Being (1990年、Hot Club)
- Conversations with Warne Volume 1 (1991年、Criss Cross Jazz) ※1978年録音 with ピート・クリストリーブ
- Conversations with Warne Volume 2 (1991年、Criss Cross Jazz) ※1978年録音 with ピート・クリストリーブ
- 『ライヴ・アット・モンマルトル・Vol.3』 - Live at Montmartre, Vol. 3 (1995年、Storyville)
- 『バラード・フォー・ユー』 - Ballad for You (1995年、Interplay) ※1985年録音 with スーザン・チェン
- 『ザ・アンイッシュド・1975・コペンハーゲン・スタジオ・レコーディング』 - The Unissued 1975 Copenhagen Studio Recordings (1997年、Storyville) ※1975年録音
- The Unissued Copenhagen Studio Recordings (1997年、Storyville) ※1975年録音
- 『ビッグ・トゥー〜ホット・ハウス』 - Red Mitchell-Warne Marsh Big Two, Vol. 2 (1998年、Storyville)
- 『アイ・ゴッド・ア・グッド・ワン・フォー・ユー』 - I Got a Good One for You (2000年、Storyville)
- Live in Las Vegas, 1962 (2000年、Naked City Jazz)
- 『パーソナル・ステートメント』 - Personnel Statement (2002年、3D)
- Marshlands (2003年、Storyville)
- 『ファイナル・インタープレイ』 - Final Interplay (2004年、Why Not)
- Duo Live at Sweet Basil 1980 (2004年、Fresh Sound)
- 『ライヴ・イン・ベルリン』 - Berlin 1980 (2006年、Gambit)
- In Copenhagen (2007年、Storyville)[7]

### 参加アルバム
エレク・バクシク
- 『バード&ディズに捧ぐ』 - Bird and Dizzy – a Musical Tribute (1875年、Flying Dutchman)

チェット・ベイカー
- Blues for a Reason (1985年、Criss Cross Jazz)

ビル・エヴァンス
- 『クロスカレント』 - Crosscurrents (1977年、Fantasy)

クレア・フィッシャー
- Thesaurus (1969年、Atlantic)

リー・コニッツ
- 『サブコンシャス・リー』 - Subconscious-Lee (1950年、Prestige)
- 『リー・コニッツ・ミーツ・ジミー・ジュフリー』 - Lee Konitz Meets Jimmy Giuffre (1959年、Verve)
- 『リー・コニッツ・ウィズ・ビル・エヴァンス・アット・ハーフ・ノート』 - Live at the Half Note (1994年、Verve)  ※1959年録音